# امرالله صالح
امرالله صالح (زاده ۱۳۵۱) سیاستمدار اهل افغانستان و معاون اول آخرین رئیس‌جمهور افغانستان بود. وی سابقهٔ ریاست عمومی امنیت ملی و وزارت امور داخله افغانستان را نیز در کارنامه دارد. او از نگاه تباری به قوم تاجیک تعلق دارد. وی در ۲ جدی/دی ۱۳۹۷ از سوی رئیس‌جمهور محمداشرف غنی به حیث وزیر امور داخله/کشور افغانستان به جای ویس احمد برمک گماشته شد. امرالله صالح در ۲۹ جدی ۱۳۹۷ برای حضور در تیم محمداشرف غنی برای انتخابات ریاست‌جمهوری ۱۳۹۸ از سمت وزارت داخله استعفا داد و حمدالله محب به صورت موقت جانشین او شد.
وی پیش از ریاست اطلاعات افغانستان، عضو اتحاد شمال احمد شاه مسعود بود. در سال ۱۹۹۷، صالح توسط مسعود به عنوان دفتر رابط اتحاد شمال در داخل سفارت افغانستان در دوشنبه، تاجیکستان منصوب شد تا خدمت کند و تماس با سازمان‌های بین‌المللی غیردولتی (بشردوستانه) و آژانس‌های اطلاعاتی را انجام دهد. صالح پس از استعفا از امنیت ملی در سال ۲۰۱۰ جنبشی دموکراسی خواه و ضد طالبان را ایجاد کرد به نام بسیج ملی و روند سبز.
در مارس ۲۰۱۷، وی توسط رئیس‌جمهور اشرف غنی به عنوان وزیر امور خارجه اصلاحات امنیتی منصوب شد. در دسامبر ۲۰۱۸، وی از طرف غنی به عنوان وزیر کشور منصوب گردید. وی در ۱۹ ژانویه ۲۰۱۹ از سِمت وزیر کشور استعفا داد و به تیم انتخاباتی اشرف غنی پیوست. وی بشدت با طالبان مخالف بوده و بارها اظهار داشته که با آنها هیج گفتگویی نمی‌کند.
در پی سقوط کابل تحت کنترل طالبان و فرار رئیس‌جمهور اشرف غنی از کشور، صالح به دره پنجشیر نقل مکان کرد و در آنجا خود را رئیس‌جمهور موقت جمهوری اسلامی افغانستان اعلام کرد و از تشکیل جبهه ضد طالبان به همراه احمد مسعود و بسم‌الله خان محمدی وزیر دفاع خبر داد.
بنا بر اطلاعات آمریکا و مقامات سابق حکومت افغانستان، صالح به همراه احمد مسعود، کوتاه مدتی پس از تسخیر دره پنجشیر به تاجیکستان گریختند.

## زندگی
امرالله صالح زاده ۱۳۵۱ از ولایت پنجشیر افغانستان است. وی در سال ۱۹۹۰، به مجاهدین افغان پیوست و همراه احمدشاه مسعود وزیر اسبق دفاع دولت اسلامی افغانستان قرار گرفت و در کنار نیروهای او جنگید. او در اواخر دههٔ ۱۹۹۰، عضو جبهه متحد شناخته می‌شد و در برابر نیروهای طالبان و القاعده و ارتش پاکستان تا وقوع حملات ۱۱ سپتامبر، مبارزه می‌کرد.
در سالِ ۱۹۹۷ صالح، توسط احمدشاه مسعود، در دفتر روابط بین‌المللی جبهه متحد، در سفارت افغانستان در شهر دوشنبه، تاجیکستان گماشته شد، که در آن او به عنوان هماهنگ کنندهٔ کمک‌های سازمان‌های غیردولتی بشر دوستانه و عضو همکار با سازمان‌های اطلاعاتی بیرونی فعالیت می‌کرد.
پس از حمله‌های ۱۱ سپتامبر ۲۰۰۱، که توسط القاعده در خاک ایالات متحده آمریکا انجام شد، و با آغاز جنگ ضد هراس‌افکنی و عملیات نظامی نیروهای آمریکایی و ناتو به افغانستان برای سقوط طالبان و القاعده از قدرت، صالح، در عملیات اطلاعاتی جبهه متحد، زیر نظر نیروهای سازمان سیا شرکت کرد.
پس از تشکیل دولت جمهوری اسلامی افغانستان، صالح، در دسامبر ۲۰۰۴، به ریاست عمومی امنیت ملی افغانستان توسط رئیس‌جمهور حامد کرزی، گماشته شد. او در جوزا/خرداد ۱۳۸۹، پس از حمله موشکی بر تالار لویه جرگه، از این سمت استعفا داد و نهادی موسوم به روند سبز افغانستان را بنیان گذاشت. این نهاد در دور دوم انتخابات ریاست جمهوری ۱۳۹۳ از عبدالله عبدالله و تیم اصلاحات و همگرایی او اعلام حمایت کرد.

در ۲۲ حوت/اسفند ۱۳۹۵، اشرف غنی رئیس‌جمهوری افغانستان طی فرمانی، امرالله صالح را به عنوان وزیر دولت در امور اصلاحات در بخش امنیتی و رئیس بورد عالی نظارت بر تعینات افسران ارشد قوای دفاعی و امنیتی منصوب کرد. اما، در ۲۳ جوزا/خرداد ۱۳۹۶، به دنبال حمله مرگبار در کابل که منجر به کشته شدن حدود ۱۵۰ نفر شد، و پس از آن، کابل شاهد اعتراضات و تظاهرات بود، از سمتش کناره‌گیری کرد. او در صفحه رسمی رخنامه‌اش (فیسبوک) نوشت: 
«من از سمت وزیر دولت در امور اصلاحات سکتور امنیتی و رئیس بورد عالی نظارت بر تعینات افسران ارشد قوای دفاعی و امنیتی خودم را مستعفی می‌دانم».

## مشاغل
در سال ۱۹۹۰، صالح برای جلوگیری از اجباری شدن در ارتش مورد حمایت شوروی افغانستان، به نیروهای مجاهدین مخالف پیوست. وی در پاکستان همسایه آموزش نظامی دید و تحت فرماندهی مجاهدین احمد شاه مسعود جنگید.
در اواخر دهه ۱۹۹۰، صالح عضوی از اتحاد شمال (معروف به جبهه متحد) بود و علیه گسترش طالبان می‌جنگید. در سال ۱۹۹۷، صالح توسط مسعود به عنوان مسئول دفتر رابط بین‌المللی جبهه متحد در سفارت افغانستان در دوشنبه، تاجیکستان منصوب شد، جایی که وی به عنوان هماهنگ‌کننده سازمان‌های غیردولتی (بشردوستانه) و به عنوان شریک ارتباطی آژانس‌های اطلاعاتی خارجی فعالیت می‌کرد.
پس از حملات ۱۱ سپتامبر ۲۰۰۱ در ایالات متحده، صالح در جریان سرنگونی رژیم طالبان در عملیات اطلاعاتی جبهه متحد در سطح زمین شرکت کرد.

### ریاست امنیت ملی
پس از تشکیل جمهوری اسلامی افغانستان در دسامبر ۲۰۰۴، صالح از سوی حامد کرزی به عنوان رئیس ریاست عمومی امنیت ملی (NDS) منصوب شد. صالح اصلاحات ساختاری را آغاز کرد و به بازسازی سرویس اطلاعاتی افغانستان کمک کرد. جامعه بین‌المللی، صالح و محمد حنیف اتمر وزیر داخله پیشین را به عنوان دو نفر از اعضای با صلاحیت کابینه در دولت افغانستان می‌دانستند. یک کارشناس امنیتی غربی به گاردین گفت که هر دو نفر به «پاکسازی فساد درون» در سازمان‌های تحت مدیریت خود، شهرت دارند.
در سال ۲۰۰۵، صالح چندین مأمور امنیت ملی را موظف کرد که به مناطق قبیله‌ای پاکستان نفوذ کنند و بن لادن و دیگر رهبران القاعده و طالبان را جستجو کنند. آن‌ها توانستند چندین عضو القاعده را شناسایی کنند، اما مشخص شد که بن لادن در آن منطقه نیست. در سال ۲۰۰۶، شواهدی به صالح ارائه شد مبنی بر این‌که بن لادن در یک منطقه بزرگ مسکونی در ۲۰ مایلی شهر ایبت‌آباد، پاکستان زندگی می‌کند. وی اطلاعات خود را با پرویز مشرف رئیس‌جمهور پیشین پاکستان در میان گذاشت اما او با عصبانیت، این ادعا را رد کرد و اقدامی نکرد.
پس از آن‌که صالح مأمورانی پشتو زبان را برای نفوذ به عملیات طالبان در پاکستان فرستاد، امنیت ملی اطلاعاتی در مورد خانه‌ها، مساجد، مشاغل و خانواده‌های آن شبه‌نظامیان را جمع کرد. در بهار سال ۲۰۰۶، صالح مصاحبه‌های زیادی با فرماندهان طالبان انجام داد و مطلع شد که سازمان اطلاعات نظامی پاکستان در مقایسه با سال قبل در حال پشتیبانی و ارسال کمک‌های بیشتری برای آن شبه‌نظامیان است. بر اساس شواهد، صالح پیش‌بینی کرد که تا سال ۲۰۰۹، طالبان به شهرهای بزرگ جنوبی افغانستان حمله کرده و یک شورش تمام عیار انجام خواهد داد.
گفته می‌شود که پس از انتخابات ریاست‌جمهوری افغانستان در ۱۳۸۸ (۲۰۰۹) نظرات رئیس‌جمهور افغانستان، حامد کرزای، در مورد مسائل امنیتی پیش روی افغانستان و چگونگی برخورد بهتر با آن‌ها تغییر کرده است. این امر بر روابط کاری رئیس‌جمهور افغانستان و برخی از وزرای کابینه وی از جمله رئیس اطلاعات وی تأثیر گذاشت. صالح گفت: "کرزای فکر می‌کرد دموکراسی به طور شخصی، به او آسیب رسانده است. خانواده‌اش مورد حمله ناعادلانه رسانه‌ها قرار گرفته بودند و غرب، غیرمنصفانه از وی انتقاد می‌کرد؛ بنابراین پس از انتخابات ریاست جمهوری، او مرد تغییر یافته‌ای بود و ما نمی‌توانستیم همان رابطه قبل از انتخابات ریاست جمهوری را با هم داشته باشیم. احمد رشید، تحلیلگر سیاسی در سال ۲۰۱۰ نیز همین مسئله را اعلام کرد. او گفت: دیدگاه‌های جدید کرزی، چشم‌گیرترین تغییر جهت سیاسی است که طی بیست و شش سالی که من او را می‌شناسم، متحمل شده است. هم صالح و هم حنیف اتمر، وزیر کشور با کرزی در مورد چگونگی اقدام علیه طالبان، که کرزی از آن‌ها به عنوان «برادران» یاد می‌کرد، اختلاف‌نظر شدیدی داشتند. در آن زمان صالح و اتمر به طور فزاینده‌ای در دولت کرزی منزوی شدند.
رئیس‌جمهور باراک اوباما در اواخر مارس ۲۰۱۰ برای سخنرانی در کابینه افغانستان و ترمیم روابط با حامد کرزی از کابل دیدار کرد. صالح به اوباما توضیح داد که پاکستانی‌ها باور دارند که کشورهای غربی در افغانستان، اهداف خود را گُم کرده‌اند. او افزود سازمان اطلاعاتی پاکستان در حال ایجاد یک جدایی میان اروپا و آمریکا است.
اوباما مجدداً بر تعهد آمریکا در قبال افغانستان تأکید کرد و گفت: «ایالات متحده کاری را که آغاز کرده است، رها نمی‌کند». او همکاری مستحکم میان ایالات متحده و افغانستان را برای جلوگیری از قدرت گرفتن مجدد گروه‌های افراط‌گرا توصیه کرد.
در اوایل سال ۲۰۱۰، یک مرد افغان با ادعای نمایندگی ملا اختر محمد منصور فرمانده ارشد طالبان، به سازمان امنیت ملی مراجعه کرد. وی با ارائه نامه‌ای که ادعا شد توسط منصور نوشته شده است، گفت که منصور علاقه‌مند است کانال مذاکره را باز کند. افراد صالح شروع به تست اعتبار پیام‌رسان کردند و پس از رد کردن اعتبار او، پرونده را مختومه کردند. این مرد سپس به سایر مؤسسات دولت افغانستان مراجعه کرد. صالح می‌گوید، «وقتی فهمیدم که او راهی دیگر را طی می‌کند، من به دولت هشدار دادم که او نماینده کسی نیست و فقط یک کلاهبردار است.» اما این تصور وجود داشت که صالح مخالف گفتگو است و او را به حاشیه راندند. آن مرد افغان که در پاکستان زندگی می‌کرد جایی که شورای رهبری طالبان در آن مستقر است، متعاقباً سه جلسه با مقامات ناتو و افغانستان برگزار کرد. این شخص که با هواپیمای ناتو از پاکستان به کابل منتقل شده بود، در ارگ ریاست‌جمهوری افغانستان با رئیس‌جمهور کرزی ملاقات کرد. در اواخر سال ۲۰۱۰، معلوم شد که نماینده ادعا شده منصور همان‌طور که صالح قبلاً هشدار داده بود، یک فریبکار بود. نیویورک تایمز می‌نویسد: «در یک اپیزود که می‌توانست از یک رمان جاسوسی برداشته شود، اکنون مقامات ایالات متحده و افغانستان می‌گویند که مرد افغان یک شیاد بود.»

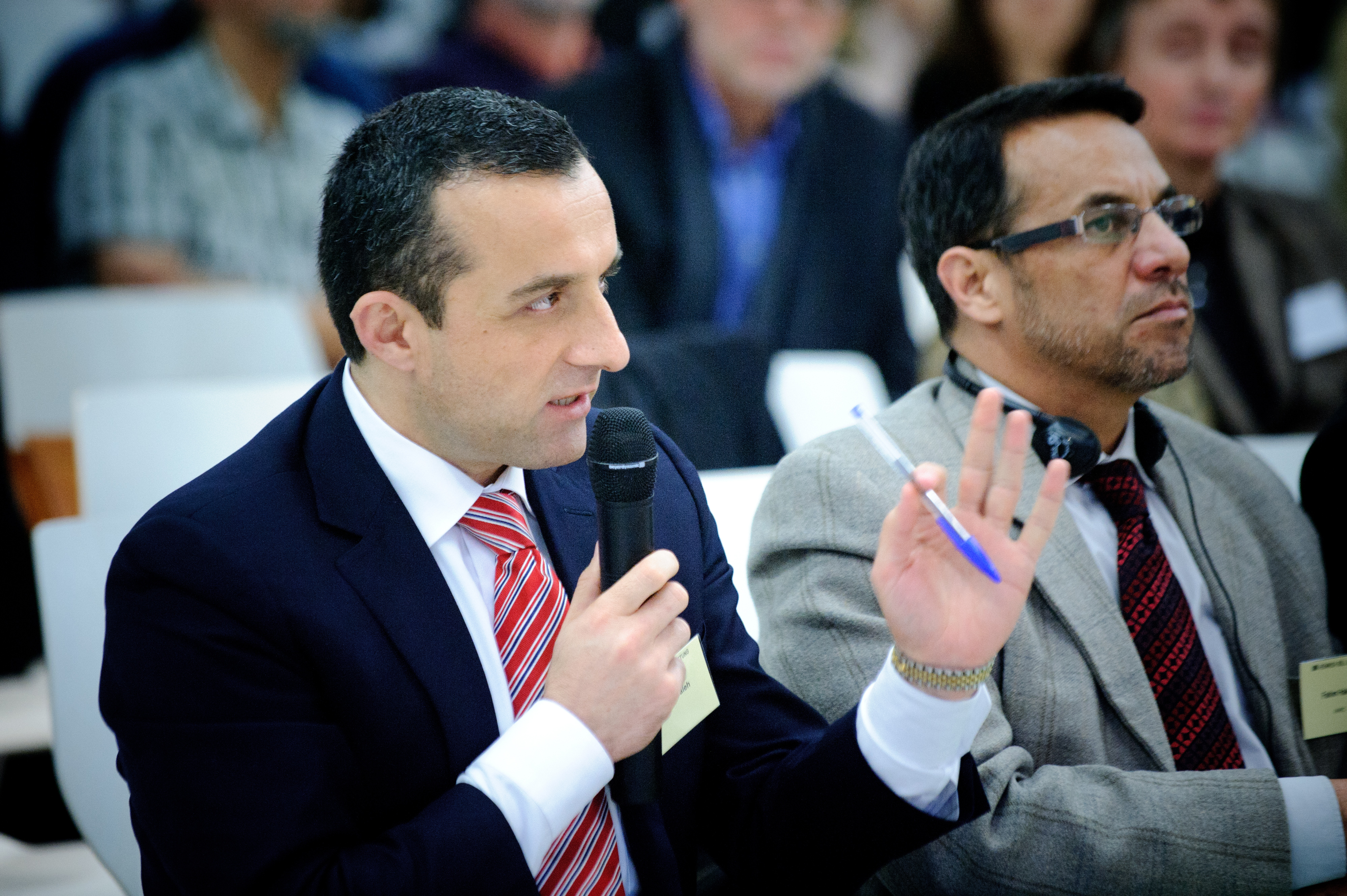
امرالله صالح در یک کنفرانس بین‌المللی در ۲۰۱۱

در تاریخ ۶ ژوئن ۲۰۱۰، صالح از سمت ریاست عمومی امنیت ملی استعفا داد. این استعفا پس از آن رخ داد که اتمر پس از حمله ستیزه‌جویان علیه جرگه صلح ملی از سمت خود به عنوان وزیر کشور استعفا داد، گرچه کسی کشته و زخمی نشده و مهاجمان دستگیر شدند. چند روز پس از اتفاق جرگه، حامد کرزی، اتمر و صالح را احضار کرد تا در مورد حمله علیه جرگه گفتگو کنند. پس از جلسه هر دو نفر رسماً استعفا دادند، زیرا نتوانسته بودند حمله به جرگه را متوقف کنند. سی‌بی‌اس نیوز می‌نویسد: "صالح به خبرنگاران گفت که استعفای خود را از مقام ریاست امنیت ملی تقدیم کرده است، زیرا وی اعتماد کرزی را در نتیجه حمله به جرگه از دست داده است. صالح گفت:
او و اتمر، رئیس‌جمهور را در مورد تدابیر امنیتی جرگه و پس از آن موفقیت در دستگیری مرتکبان، توجیه کرده‌اند، اما کرزی، متقاعد نشده است.
بنابراین او احساس کرده بود که قادر به ادامه پست خود نیست. وی همچنین گفت که ده‌ها دلیل برای ترک موقعیت خود وجود دارد، اما توضیح بیشتری در این مورد، به دیگران نخواهد داد. استعفای این دو نفر موجب نگرانی گسترده کارشناسان افغانستان شد. پس از این اتفاق، نگرانی‌های زیادی نیز در رابطه با تغییر مسیر سیاسی دولت افغانستان، به وجود آمد.
کای اید، نمایندهٔ وقت سازمان ملل در افغانستان می‌گوید:
صالح و اتمر در افغانستان و در میان شرکای بین‌المللی این کشور، همواره مورد احترام بودند. افغانستان از سال ۲۰۰۸ در مسیر اصلاح و بهبود شرایط و مبارزه با فساد بود اما با استعفای آن‌ها در ۲۰۱۰، این روند، معکوس شده است.
مشاور امنیتی کرزی، رنگین دادفر سپنتا می‌گوید:
با استعفای صالح، مردم افغانستان، جواهر بزرگی از تعهد، تجربه و آگاهی را در مقابله علیه نا امنی، القاعده و تندروها از دست دادند. او در کنار تجریه و تخصص در مدیریت و رهبری موضوعات امنیتی، مردی باهوش، آگاه و دارای حافظه‌ای بسیار قوی است. من از رفتن او بسیار ناراحت هستم.— http://atwar.blogs.nytimes.com/2010/06/14/afghan-media-criticize-security-officials-resignations/
صالح آشکارا علیه پاکستان صحبت کرده و آن‌ها را به دلیل پشتیبانی از طالبان و سایر گروه‌های تروریستی و تندرو سرزنش می‌کرد.

### جنجال بن لادن و پرویز مشرف
صالح بارها اظهار داشته است که سازمان امنیت ملی افغانستان، چهار سال قبل از کشته شدن بن لادن توسط نیروهای آمریکایی، در مورد مخفی شدن اسامه بن لادن در منطقه‌ای نزدیک به ایبت‌آباد در پاکستان، اطلاع داشته و این اطلاعات را با پرویز مشرف رئیس‌جمهور پاکستان در میان گذاشته بود که او با عصبانیت این ادعا را رد کرده و اقدامی نکرده است.
امرالله صالح در مصاحبه‌ای با گاردین می‌گوید:
در اوایل سال ۲۰۰۴، مأمورانی که برای اطلاعات افغانستان کار می‌کردند، دریافتند که بن لادن به جای مناطق قبیله‌ای نیمه‌مستقل در مرز افغانستان و پاکستان، در یک منطقه بزرگ مسکونی در پاکستان زندگی می‌کند. صالح پس از بررسی هزاران گزارش بازجویی، به این فرضیه رسید که ممکن نیست بن لادن به‌عنوان یک میلیونر، با چند همسر و فرزند خویش، در چادر زندگی کند. اون گفت: من کاملاً مطمئن بودم که او در کدام منطقه در پاکستان مستقر است چرا که تا سال ۲۰۰۵، نفوذ به مناطق مرزی قبیله‌ای هنوز بسیار آسان بود و ما تعداد زیادی خبرچین در آن‌جا داشتیم. آن‌ها به‌راحتی می‌توانستند هر شخص عرب را در آن مناطق پیدا کنند اما اثری از بن لادن پیدا نکرده بودند.— امرالله صالح
در سال ۲۰۰۷، نیروهای امنیتی افغانستان، به‌طور مشخص دو خانه امن القاعده را در منشرا، شهری واقع در چند مایلی ایبت‌آباد شناسایی کردند و این باور به وجود آمد که احتمالاً بن لادن در آنجا مخفی شده است. امرالله صالح می‌گوید هنگامی که در جلسه‌ای با حضور حامد کرزای رئیس‌جمهور افغانستان، این اطلاعات را به مشرف ارائه داده است. اما پرویز مشرف، رئیس‌جمهور پاکستان با عصبانیت، مشت خود را بر روی میز کوبیده است. به گفته صالح، مشرف گفت، آیا من رئیس‌جمهور جمهوری موزفروش هستم؟ سپس او به رئیس‌جمهور کرزی رو کرد و گفت، "چرا این مرد پنجشیری را آورده‌ای تا به من، کار اطلاعاتی بیاموزد؟"
یک روزنامه‌نگار بی‌بی‌سی در مواجهه با مشرف با ادعاهای صالح می‌نویسد: "رهبر سابق پاکستان بسیار خوب دلال دلسوز را بازی می‌کند … اما این زمانی است که استتار آقای مشرف شروع به لغزش می‌کند. اصل ادعایی که او مانند یک سیاستمدار اداره می‌کند (وی گفت: در حقیقت این یک مورد از هویت اشتباه مربوط به سیا بود) اما او از ذکر نام امرالله صالح خشمگین است. مشرف صالح را به بی حوصلگی و فرومایگی متهم کرده اظهار داشت:" امرالله صالح من هرگز دوست نداشته‌ام و بنابراین او حق ندارد چیزی را به من ارائه دهد.
گزارش تحلیلی دسامبر ۲۰۱۱ توسط بنیاد Jamestown، به این نتیجه رسید که "علی رغم انکار ارتش پاکستان، شواهدی در دست است که عناصر ارتش پاکستان اسامه بن لادن را با دانش فرمانده ژنرال پرویز مشرف رئیس سابق ارتش پناه می‌دهند. ژنرال اشفق پرویز کیانی رئیس ستاد ارتش فعلی (COAS). ژنرال ضیاالدین بات (معروف به ژنرال ضیاالدین خواجه) رئیس پیشین ارتش پاکستان در کنفرانسی در مورد روابط پاکستان و آمریکا در اکتبر ۲۰۱۱ فاش کرد که طبق اطلاعات وی مدیر سابق وقت سرتیپ ایژاز شاه (بازرسان)، سرلشکر اداره اطلاعات پاکستان (۲۰۰۴–۲۰۰۸)، اسامه بن لادن را در خانه امن اداره اطلاعات در ابوت آباد با آگاهی کامل از پرویز مشرف نگه داشتهاست. ژنرال پاکستانی ضیاالدین بوت گفت که بن لادن در ابوت آباد پنهان شده است. بعداً بات اظهارات خود را انکار کرد.

## انتخابات ریاست‌جمهوری ۱۳۹۸
امرالله صالح به همراه سرور دانش معاونین محمد اشرف غنی در انتخابات ریاست‌جمهوری ۱۳۹۸ بودند. پس از افزایش میزان جرم و جنایت و حملات تروریستی در شهر کابل، امرالله صالح برای بهبود شرایط امنیتی و دولت داری خوب جلسات شش و نیم را ترتیب داد در این جلسه که هر روز صبح راس ساعت شش بامداد دائل می‌شد با حضور مقامات امنیتی و خدمات شهری، مشکلات روزمره مورد بحث قرار می‌گرفت. دستگیری سارقان و آدم ربایان و مخلان امنیت در سطح کابل و آزاد سازی معابر شهری از پیامدهای این جلسات است.

## سوء قصد
امرالله صالح بارها هدف ترور قرار گرفته است. او در مصاحبه ای در ایالات متحده در قوس ۱۳۸۸، اظهار داشت:
«مطمئناً، اگر آن‌ها مرا بکشند، من به خانواده و دوستانم گفته‌ام که از هیچ چیز گله نکنند، زیرا من با افتخار، بسیاری از آن‌ها را کشته‌ام، بنابراین، من یک هدف بسیار مشروع هستم، بسیار مشروع، زیرا وقتی که در برابر آن‌ها بایستید، تمایل به ایستادن در برابر آن‌ها بخشی از خون من است. من معتقدم آن‌ها اشتباه می‌کنند.» 
در ۶ ماه میزان ۱۳۹۸، پس از منفجر شدن یک بمب‌گذار انتحاری، سه شبه نظامی وارد دفتر صالح در کابل شدند. دست کم ۲۰ نفر در بمب‌گذاری انتحاری و درگیری مسلحانه در دفتر وی کشته و ۵۰ نفر زخمی شدند.
صالح در این حمله آسیب ندید. صالح بسیاری از همکاران و دو برادرزاده خود را در این حمله از دست داد. حمله به امرالله صالح توسط جامعه جهانی، از جمله اتحادیه اروپا، محکوم شد. در ۱۹ سنبله ۱۳۹۹، صالح بر اثر حمله بمب کنار جاده در کابل زخمی شد که در آن ده نفر کشته شدند. پانزده غیرنظامی از جمله برخی از محافظان وی زخمی شدند. طالبان مسئولیت را انکار کردند. صالح پس از انفجار، ویدئویی را در فیسبوک منتشر کرد و گفت هنگامی که حمله صورت گرفت، به همراه پسرش به سمت دفتر خود می‌رفته است. هیچ گروهی مسئولیت این حمله را بر عهده نگرفته است.

## نقش امرالله صالح در سقوط نظام
امرالله صالح یکی از مظنونین سقوط نظام جمهوریت می‌باشد. وی سه روز قبل از سقوط نظام به همراه محافظین اش راهی پنجشیر در شمال افغانستان شد. وی در هماهنگی کامل با اشرف غنی و حمدالله محب به پنجشیر قدم گذاشت.

## سرپرستی مقام ریاست جمهوری افغانستان
محمد اشرف غنی، در ۲۴ مرداد/اسد، با رسیدن طالبان به کابل، کشور را ترک کرد، سپس امرالله صالح گفت که بر اساس قانون اساسی، خود را سرپرست مشروع مقام ریاست جمهوری می‌داند. صالح اعلام کرد که براساس قانون اساسی افغانستان در صورت غیابت، فرار یا مرگ رئیس‌جمهوری، معاون اول بعنوان سرپرست مقام ریاست‌جمهوری قرار می‌گیرد و او از این پس سرپرست دولت این کشور است و این کار حق مشروع و قانونی می‌باشد.

### همکاری با محور مقاومت در برابر طالبان
امرالله صالح در صفحهٔ توئیتر خود نوشت: «من هرگز، هرگز و تحت هیچ شرایطی در برابر تروریست‌های طالبان سر خم نخواهم کرد.» «هرگز به میراث احمد شاه مسعود، فرمانده و مراد خود خیانت نخواهد کرد و زیر بار پذیرش سلطهٔ طالبان نخواهد رفت.»
امرالله صالح پس از سقوط دولت مرکزی در کابل به پنجشیر رفت و به جبهه مقاومت ملی پیوست و از مردم افغانستان خواست که آن‌ها نیز به جبههٔ مقاومت در برابر طالبان بپیوندند. او از رهبران جبهه مقاومت ملی افغانستان است.
پس از تسخیر مرکز استان پنجشیر، توسط نیروهای طالبان، ذبیح‌الله مجاهد، سخنگوی گروه طالبان گفت: «جنگجویان این گروه موفق به تصرف پنجشیر شده‌اند. این دره امروز کاملاً پاک‌سازی‌شده است.» «امرالله صالح، معاون رئیس‌جمهور سابق افغانستان کشور را ترک کرده و به تاجیکستان فرار کرده است.»
امرالله صالح گفت: پنجشیر سقوط نکرده است و گزارش‌ها مبنی بر این که وی دره پنجشیر و افغانستان را ترک کرده، صحت ندارد و تبلیغ «دشمن» است.
برادرزاده روح‌الله عزیزی، گفت: طالبان روح‌الله عزیزی برادر امرالله صالح را اعدام کرد و اجازه ندادند جسد را دفن کنند. طالبان اعلام کرد: روح‌الله صالح در جریان درگیری در پنجشیر کشته شد.
بنا بر اطلاعات آمریکا، دو مقام ارشد سابق حکومت افغانستان و یک مشاور پنتاگون، صالح مدت کوتاهی پس از تسخیر دره پنجشیر به دست طالبان در ۶ سپتامبر به همراه احمد مسعود به تاجیکستان گریختند.